# Sixième circonscription de l'Isère
La sixième circonscription de l'Isère est l'une des 10 circonscriptions législatives que compte le département français de l'Isère (38), situé en région Auvergne-Rhône-Alpes.
Elle est représentée à l'Assemblée nationale, lors de la XVIe législature de la Cinquième République, par Alexis Jolly, député du Rassemblement national.

## Description géographique et démographique

### Depuis 2010
La sixième circonscription de l'Isère, dans sa forme actuelle, est créée par l'ordonnance no 2009-935 du 29 juillet 2009, ratifiée par le Parlement français le 21 janvier 2010. Elle regroupe les divisions administratives suivantes :
- Canton de Bourgoin-Jallieu-Nord
- Canton de Crémieu
- Canton de Morestel
- Canton de Pont-de-Chéruy.

## Historique des députations
| Législature | Début de mandat | Fin de mandat | Député               | Parti politique | Observations                                                                           |
| ----------- | --------------- | ------------- | -------------------- | --------------- | -------------------------------------------------------------------------------------- |
| XIVe        | 20 juin 2012    | 20 juin 2017  | Alain Moyne-Bressand | UMP puis LR     |                                                                                        |
| XVe         | 21 juin 2017    | 21 juin 2022  | Cendra Motin         | LaREM           |                                                                                        |
| XVIe        | 22 juin 2022    | 9 juin 2024   | Alexis Jolly         | RN              | Mandat écourté à la suite d'une dissolution parlementaire décidée par Emmanuel Macron. |
| XVIIe       | 7 juillet 2024  | En cours      | Alexis Jolly         | RN              |                                                                                        |

## Historique des élections

### Élections de 2012
| Candidat       | Candidat                           | Parti          | Premier tour | Premier tour | Second tour | Second tour |  |
| Candidat       | Candidat                           | Parti          | Voix         | %            | Voix        | %           |  |
| -------------- | ---------------------------------- | -------------- | ------------ | ------------ | ----------- | ----------- |  |
|                | Alain Moyne-Bressand sortant réélu | UMP            | 15 648       | 36,29        | 22 834      | 57,70       |  |
|                | Michèle Corbin                     | PS             | 13 088       | 30,36        | 16 740      | 42,30       |  |
|                | Bertrand Marie                     | RBM (FN)       | 9 356        | 21,70        |             |             |  |
|                | Frédérique Pénavaire               | FG (PCF)       | 2 148        | 4,98         |             |             |  |
|                | Renaud de Langlade                 | RS             | 903          | 2,09         |             |             |  |
|                | Anne Deverchère                    | LT-LNÉ         | 575          | 1,33         |             |             |  |
|                | Isabelle Sadeski                   | AÉI            | 508          | 1,18         |             |             |  |
|                | Marie Hennard                      | DLR            | 457          | 1,06         |             |             |  |
|                | Dominique Ponsard                  | LO             | 179          | 0,42         |             |             |  |
|                | Florence Hirsch                    | NPA            | 163          | 0,38         |             |             |  |
|                | Laurent Simon                      | S&P            | 91           | 0,21         |             |             |  |
|                |                                    |                |              |              |             |             |  |
| Inscrits       | Inscrits                           | Inscrits       | 77 141       | 100,00       | 77 141      | 100,00      |  |
| Abstentions    | Abstentions                        | Abstentions    | 33 572       | 43,52        | 36 429      | 47,22       |  |
| Votants        | Votants                            | Votants        | 43 569       | 56,48        | 40 712      | 52,78       |  |
| Blancs et nuls | Blancs et nuls                     | Blancs et nuls | 453          | 1,04         | 1 138       | 2,8         |  |
| Exprimés       | Exprimés                           | Exprimés       | 43 116       | 98,96        | 39 574      | 97,2        |  |

### Élections de 2017
|                                                                        |                                                                                               |                           |                           |                          |                          |
|                                                                        |                                                                                               | Premier tour 11 juin 2017 | Premier tour 11 juin 2017 | Second tour 18 juin 2017 | Second tour 18 juin 2017 |
|                                                                        |                                                                                               |                           |                           |                          |                          |
|                                                                        |                                                                                               | Nombre                    | % des inscrits            | Nombre                   | % des inscrits           |
| Inscrits                                                               | Inscrits                                                                                      | 83 270                    | 100,00                    | 83 266                   | 100,00                   |
| Abstentions                                                            | Abstentions                                                                                   | 44 152                    | 53,02                     | 47 480                   | 57,02                    |
| Votants                                                                | Votants                                                                                       | 39 118                    | 46,98                     | 35 786                   | 42,98                    |
|                                                                        |                                                                                               |                           | % des votants             |                          | % des votants            |
| Bulletins blancs                                                       | Bulletins blancs                                                                              | 396                       | 1,01                      | 1 702                    | 4,76                     |
| Bulletins nuls                                                         | Bulletins nuls                                                                                | 149                       | 0,38                      | 578                      | 1,62                     |
| Suffrages exprimés                                                     | Suffrages exprimés                                                                            | 38 573                    | 98,61                     | 33 506                   | 93,63                    |
|                                                                        |                                                                                               |                           |                           |                          |                          |
| Candidat Étiquette politique (partis et alliances)                     | Candidat Étiquette politique (partis et alliances)                                            | Voix                      | % des exprimés            | Voix                     | % des exprimés           |
|                                                                        |                                                                                               |                           |                           |                          |                          |
|                                                                        | Cendra Motin La République en marche (Mouvement démocrate)                                    | 12 499                    | 32,40                     | 18 484                   | 55,17                    |
|                                                                        | Gérard Dézempte Front national                                                                | 10 260                    | 26,60                     | 15 022                   | 44,83                    |
|                                                                        | Alain Moyne-Bressand (député sortant) Les Républicains (Union des démocrates et indépendants) | 6 966                     | 18,06                     |                          |                          |
|                                                                        | Michael Aydin La France insoumise                                                             | 3 837                     | 9,95                      |                          |                          |
|                                                                        | Alexandre Bolleau Parti socialiste                                                            | 2 401                     | 6,22                      |                          |                          |
|                                                                        | Cécile Viallon Europe Écologie Les Verts                                                      | 767                       | 1,99                      |                          |                          |
|                                                                        | Frédérique Penavaire Parti communiste français                                                | 612                       | 1,59                      |                          |                          |
|                                                                        | Bruno Liénard Écologiste (Confédération pour l'homme, l'animal et la planète)                 | 494                       | 1,28                      |                          |                          |
|                                                                        | Isabelle Sadeski Écologiste (Mouvement 100 %)                                                 | 272                       | 0,71                      |                          |                          |
|                                                                        | Jean-Baptiste Weber Divers (Union populaire républicaine)                                     | 240                       | 0,62                      |                          |                          |
|                                                                        | Denise Gomez Lutte ouvrière                                                                   | 225                       | 0,58                      |                          |                          |
| Source : Ministère de l'Intérieur - Sixième circonscription de l'Isère |                                                                                               |                           |                           |                          |                          |

### Élections de 2022
| Résultats des élections législatives des 12 et 19 juin 2022 de la 6e circonscription de l'Isère |                          |                          |                          |              |              |             |             |
| Candidat                                                                                        | Candidat                 | Parti et coalition       | Nuance                   | Premier tour | Premier tour | Second tour | Second tour |
| Candidat                                                                                        | Candidat                 | Parti et coalition       | Nuance                   | Voix         | %            | Voix        | %           |
|                                                                                                 | Alexis Jolly             | RN                       | RN                       | 12 100       | 29,98        | 18 667      | 50,92       |
|                                                                                                 | Cendra Motin             | HOR (ENS)                | ENS                      | 10 561       | 26,17        | 17 994      | 49,08       |
|                                                                                                 | Nicole Finas-Fillon,     | LFI (NUPES)              | NUP                      | 8 740        | 21,66        |             |             |
|                                                                                                 | Annick Merle             | LR (UDC)                 | LR                       | 5 424        | 13,44        |             |             |
|                                                                                                 | Amélie Jullien           | REC                      | REC                      | 2 201        | 5,45         |             |             |
|                                                                                                 | Sylvie Holtz             | DLF (UPF)                | DSV                      | 623          | 1,54         |             |             |
|                                                                                                 | Denise Gomez             | LO                       | DXG                      | 518          | 1,28         |             |             |
|                                                                                                 | Elyas Maurad             | UDMF                     | DVG                      | 188          | 0,47         |             |             |
| Votes valides                                                                                   | Votes valides            | Votes valides            | Votes valides            | 40 355       | 98,03        | 36 661      | 92,77       |
| Votes blancs                                                                                    | Votes blancs             | Votes blancs             | Votes blancs             | 659          | 1,60         | 2 259       | 5,72        |
| Votes nuls                                                                                      | Votes nuls               | Votes nuls               | Votes nuls               | 150          | 0,36         | 599         | 1,52        |
| Total                                                                                           | Total                    | Total                    | Total                    | 41 164       | 100          | 39 519      | 100         |
| Abstention                                                                                      | Abstention               | Abstention               | Abstention               | 47 975       | 53,82        | 49 642      | 55,68       |
| Inscrits / participation                                                                        | Inscrits / participation | Inscrits / participation | Inscrits / participation | 89 139       | 46,18        | 89 161      | 44,32       |

### Élections de 2024
| Candidat                 | Candidat                 | Parti et coalition       | Nuances                  | Premier tour | Premier tour | Second tour | Second tour |
| Candidat                 | Candidat                 | Parti et coalition       | Nuances                  | Voix         | %            | Voix        | %           |
| ------------------------ | ------------------------ | ------------------------ | ------------------------ | ------------ | ------------ | ----------- | ----------- |
|                          | Alexis Jolly réélu       | RN                       | RN                       | 29 167       | 47,55        | 34 116      | 62,16       |
|                          | Yaqine Di Spigno         | LFI (NFP)                | UG                       | 12 791       | 20,85        | 20 768      | 37,84       |
|                          | Cendra Motin             | HOR (ENS)                | ENS                      | 10 712       | 17,46        |             |             |
|                          | Annie Pourtier           | LR                       | LR                       | 7 816        | 12,74        |             |             |
|                          | Denise Gomez             | LO                       | EXG                      | 664          | 1,08         |             |             |
|                          | Pierre Fabre             | NPA-R                    | EXG                      | 185          | 0,30         |             |             |
|                          |                          |                          |                          |              |              |             |             |
| Votes valides            | Votes valides            | Votes valides            | Votes valides            | 61 335       | 97,59        | 54 884      | 88,42       |
| Votes blancs             | Votes blancs             | Votes blancs             | Votes blancs             | 1 201        | 1,91         | 5 988       | 9,65        |
| Votes nuls               | Votes nuls               | Votes nuls               | Votes nuls               | 316          | 0,50         | 1 202       | 1,94        |
| Total                    | Total                    | Total                    | Total                    | 62 852       | 100          | 62 074      | 100         |
| Abstention               | Abstention               | Abstention               | Abstention               | 28 202       | 30,97        | 28 997      | 31,84       |
| Inscrits / participation | Inscrits / participation | Inscrits / participation | Inscrits / participation | 91 054       | 69,03        | 91 071      | 68,16       |